# 玛丽-弗洛朗丝·康达萨米
玛丽-弗洛朗丝·康达萨米（法語：Marie-Florence Candassamy，1991年2月26日—）生于巴黎，是一名法国女子击剑运动员，主攻重剑。她的父母都是法国海外领地人，其中父亲来自于馬提尼克，母亲则来自于瓜德罗普。她在7岁时开始练习击剑，当时她的父母希望她练习一项体育运动。2014年，她首次在欧洲击剑锦标赛上获得奖牌，2023年，她首次成为世界冠军。